# 迪克·福斯贝里
理查德·道格拉斯·“迪克”·福斯贝里（英語：Richard Douglas "Dick" Fosbury，1947年3月6日—2023年3月12日），美国男子跳高运动员。他的“背越式”跳高技术引领了一场跳高革命，这种技术也被以他的名字命名为“福斯贝里跳”，目前被几乎所有的顶尖跳高运动员采用。他后来曾担任世界奥运协会主席。

## 生平

### 高中发明背跃式技术

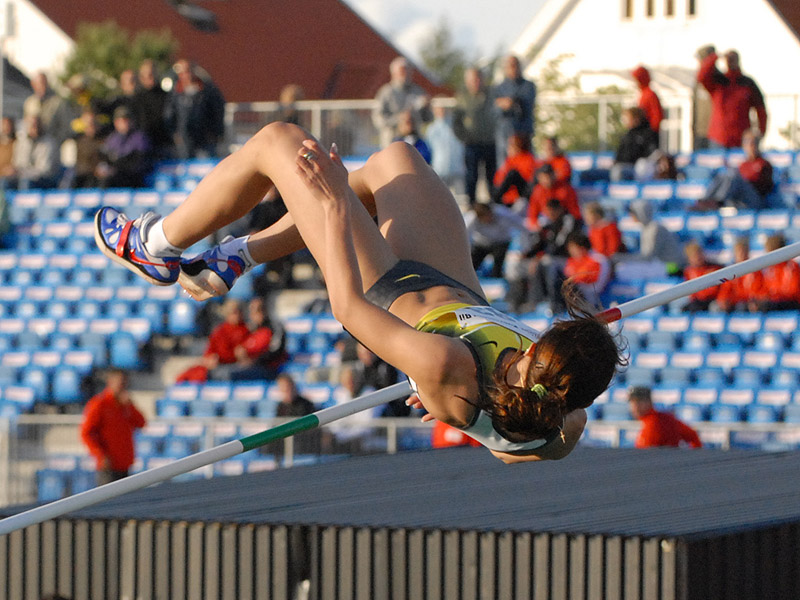
叶连娜·斯列萨连科在2004年奥运会上使用“福斯贝里跳”

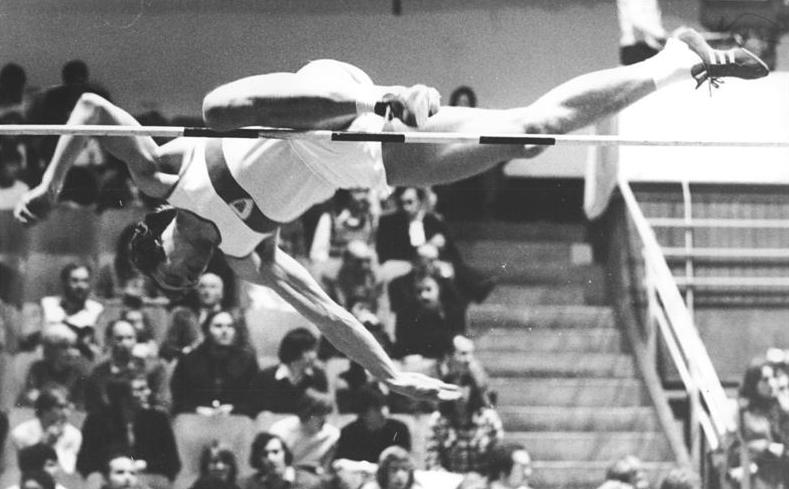
一名使用俯卧式跳高技术的运动员越过横杆的瞬间

福斯贝里生于俄勒冈州波特兰市。高中时，他用当时流行的俯卧式跳高技术还不能跳过1.52米，都没有资格参加校运动会。因此16岁时他开始尝试新的跳高技术。开始他尝试跨越式跳高技术，在练习中逐渐调整，后来发展为后背朝下越过横杆，头先脚后的次序。这样他的头和背会先着地。幸运的是在二年级的时候学校跳高另一侧的木地板换成了软垫子，使他可以安全落地而不受伤。
福斯贝里的教练起初还是希望他练习俯卧式，但因为新技术使福斯贝里跳高成绩提高很快，后来转而支持。在二年级福斯贝里就跳出了1.91米，打破校记录，后一年有跳出1.97米，拿到校第二名。当时北美的其他学校也有人在尝试相似的技术，但福斯贝里最先引起了传媒的注意。1964年一张记录他使用背跃式跳高的照片登上了报纸，广为流传。当时许多人认为这种新技术很可笑，有报纸给这张照片配的标题是：“世界上最懒的跳高运动员”，当地的一家报纸还评论这种技术像“鱼在甲板上打挺”。

### 大学
1965年他进入俄勒冈州立大学。福斯贝里继续改进他的技术，增加了弧形助跑，使他可以获得更高的初始速度，还改进了胳膊的摆动。一个关键的改进是起跳位置，俯卧式跳高每次的起跳位置是相同的，但背跃式技术使身体走抛物线，所以栏杆越高则起跳位置应离杆越远，如杆高7英尺(2.13米)的时候起跳点和杆的水平距离约为一米。1968年他凭借自己的新技术跳出7英尺2.5英寸(2.19米)，赢得NCAA冠军。1969年他蝉联NCAA冠军。

### 1968年夏季奥林匹克运动会
全美大学生运动会后，福斯贝里参加美国奥运会预选赛，在洛杉矶跳出了2.16米（7英尺1英寸）的成绩。但奥运代表团委员会担心洛杉矶的海拔比奥运会举办地墨西哥城（2240公尺）低太多，因而在9月进行第二次选拔，在横杆高度达到7尺2的时候福斯贝里排名第四，但在下一轮有人失误退出，福斯贝里幸运地成为了三名入选运动员之一。
在墨西哥城，福斯贝里跳出了2.24米（7英尺4.25英寸），赢得金牌，展现了新技术的巨大潜力。他在横杆达到2.24米的时候第二次试跳成功，打破了奥林匹克跳高记录，拿到第一名，接下来他将横杆升到2.29米，希望挑战2.28米的世界纪录，但没有成功。

## 影响
尽管开始的时候跳高界对该技术有怀疑，但很快接受了新技术。在四年后的慕尼黑奥运会，40名运动员中有28人采用了背跃式技术，但被采用俯卧式技术的於里·塔爾馬克拿到金牌。1980年奥运会，16名跳高运动员中有13人采用背跃式技术。如今背跃式已经成为最流行的跳高技术。

## 紀念
2015年，瑞典唱片騎師艾維奇特別製作一首歌「Broken Arrows」以紀念他。

## 外部連結
- 迪克·福斯贝里在的頁面